# Брызгалов, Илья Николаевич
Илья́ Никола́евич Брызга́лов (22 июня 1980, Тольятти, Куйбышевская область, РСФСР, СССР) — российский хоккеист, вратарь, член олимпийской сборной команды России по хоккею на Олимпийских играх в Солт-Лейк Сити, в Турине и в Ванкувере. Заслуженный мастер спорта России (2002). Обладатель Кубка Стэнли (2007). Чемпион мира 2009 (в финальном матче был признан лучшим игроком). Помимо игровой карьеры занимается организацией школы для молодых вратарей.

## Биография
Родился 22 июня 1980 года в Тольятти. Окончил Тольяттинский государственный университет в 2005 году.

### Карьера в Суперлиге
С 1988 по 1998 года тренировался в СДЮШОР ХК «Лада».
Профессиональную карьеру начал в сезоне 1998/99 защищая ворота фарм-клуба «Лада-2». Сезон 1999/00 начал в воротах московского «Спартака», однако уже через 10 игр перебрался в основной состав «Лады», где и провёл полтора сезона.
В 2000 стал обладателем приза Лучший новичок сезона.

### Карьера в АХЛ
Карьеру в НХЛ Илья начал не очень удачно. За 4 года с 2001 по 2004 он провёл за «Анахайм Майти Дакс» всего два неполных матча, все остальное время играя в АХЛ за «Цинциннати Майти Дакс», фарм-клуб «Анахайма». Из-за локаута в НХЛ провёл сезон 2004/05 также в АХЛ, так как его в Россию не отпустило руководство.

### Карьера в НХЛ
В сезоне 2005/06 Илья прочно входит в основной состав команды вторым вратарём, а в плей-офф становится основным вратарём, обновив рекорды по минутам без голов внутри команды и для новичков (249:15, второй результат в истории лиги). В сезоне 2006/07 завоевывает с командой Кубок Стэнли, сыграв 5 игр в первом и третьем раунде.
Начал успешно сезон 2007/08, однако в ноябре был выставлен на драфт отказов и переехал в «Финикс Койотис», где являлся основным вратарём в течение 4 лет и 2 раза выходил с командой в плей-офф после 8 лет перерыва.
В сезоне 2009/2010 был номинирован на «Везина Трофи» — приз лучшему вратарю по мнению генеральных менеджеров клубов НХЛ, но лучшим был выбран вратарь «Баффало Сейбрз» Райан Миллер. В 2011 году, за месяц до истечения контракта, обменян «койотами» в «Филадельфию». Взамен «летчики» отдали нападающего Мэтта Кларксона и два выбора на драфте-2012. Илья Брызгалов подписал контракт с «Филадельфией» сроком на девять лет и сумму $ 51,5 миллиона. После окончания сезона контракт Брызгалова был выкуплен, тем самым он стал неограниченно свободным агентом.
8 ноября 2013 года подписал контракт с клубом «Эдмонтон Ойлерз» с окладом 1,75 млн долларов до конца сезона. Сразу после оформления контракта Илья был отправлен в команду «Оклахома-Сити Баронс» из АХЛ для того, чтобы набрать форму. В первом же матче за «Оклахому» пропустил 5 шайб.
4 марта 2014 года «Миннесота» выменяла у «Эдмонтона» Брызгалова, отдав взамен право выбора в четвёртом раунде драфта.
9 декабря 2014 года подписал контракт с клубом «Анахайм Дакс», но из-за плохого старта сезона в марте был выставлен на драфт отказов.
На данный момент завершил карьеру.

### Международные соревнования
Участник Европейского юношеского Олимпийского фестиваля 1997. Защищает цвета российской сборной с 2000 года, когда на молодёжном чемпионате мира завоевывает серебряные медали. Тогда же, в 2000 году провёл за сборную 4 матча на чемпионате мира в Санкт-Петербурге. Помимо этого сыграл в 2 матчах шведского этапа Евротура и 2 товарищеских матчах.
В 2002 году становится бронзовым призёром Олимпийских игр в Солт-Лейк-Сити.
В 2004 сыграл 2 игры за сборную на московском этапе Евротура, где признаётся лучшим вратарём. На Кубке мира защищал ворота в 3 матчах.
В 2006 году играл за сборную на Олимпийских играх в Турине. В первом матче сборная России проиграла команде Словакии со счетом 3-5. Выяснение причин поражения привело к конфликту между Ильёй Брызгаловым и тренером Владимиром Крикуновым, в результате больше на лёд в этом турнире Илья не выходил.
Был основным вратарём сборной на победном для сборной ЧМ-2009, где провёл 7 игр. Также сыграл в 1 товарищеском матче перед турниром.
На Олимпиаде в Ванкувере сыграл в 2 играх.
Был вызван в сборную России по хоккею на чемпионат мира 2013 года. Сыграл 4 игры, однако сборная вылетела уже на стадии 1/4 финала.
На данный момент имеет в своём активе 29 игр за национальную сборную.

## Семья
Жена — Евгения, дети — Владислав (2006 г.р.), Валерия (2004 г.р.), Виктор (февраль 2021 года).

## Рекорды
- Илья Брызгалов — обладатель второй по протяжённости «сухой» серии в истории Кубка Стэнли — 249 минут 15 секунд[14]
- Рекордсмен по числу матчей на ноль подряд среди новичков НХЛ[14]
- Брызгалову принадлежит клубный рекорд «Финикса»/«Виннипега», 42 победы в чемпионате 2009/10[15][16]

## Награды
- Благодарность Президента Российской Федерации (30 июня 2009 года) — за большой вклад в победу национальной сборной команды России по хоккею на чемпионате мира в 2009 году[17]